# Birger da Suécia
Birger (1280 – 31 de maio de 1321) – também chamado Birger Magnusson ("Birger Filho de Magno") - foi o rei da Suécia de 1290 até sua sucessão em 1318, por seu sobrinho Magno IV (Magnus Eriksson).
                                                                                                         Era o filho mais velho do rei Magno III (Magnus Ladulås).                                                                                                                O seu reinado ficou marcado por grandes conflitos entre Birger e os seus irmãos Erik e Valdemar, que acabaram pela morte de Erik e Valdemar e pela fuga de Birger em 1318 para a Dinamarca, onde morreu em 1321.

## Vida
Birger nasceu em 1280 e era filho do rei Magno III e sua esposa Edviges de Holsácia. Seu reinado foi dominado pelas lutas com os seus dois irmãos - Érico e Valdemar; enquanto queria fortalecer o seu poder real, seus irmãos queriam fortalecer seu poder local feudal. Em 1306, aprisionaram Birger em Håtuna, e meteram-no numa torre do Castelo de Nicopinga durante dois anos. O episódio ficou conhecido como a Brincadeira de Håtuna.
Após alguns meses, Birger conseguiu fugir, mas ficou apenas com o controle de parte do reino. Pelo acordo de 1310 de Helsimburgo, aceitava não interferir nos territórios governados por seus irmãos. Todavia, em 1317, convidou-os a uma festa na sua residência - o chamado Banquete de Nicopinga, onde os prendeu, tendo eles morrido em cativeiro em 1318. Uma revolta conduzida por partidários deles se alastrou pelo país, e Birger fugiu à Dinamarca. Um novo rei foi aclamado - o menino de três anos de nome Magno IV, filho do futuro Érico XII.